# Lunglei (stad)
Lunglei is de hoofdplaats van het gelijknamige district Lunglei in de deelstaat Mizoram in het Aziatische land India.